# 小行星8108
小行星8108（英語：8108 Wieland）是一颗围绕太阳公转的小行星。1995年1月30日，佛蒙特·伯根在陶腾堡发现了此天体。
这颗小行星的绝对星等为7.40402128694125等。